# Le Semeur (film)
Pour les articles homonymes, voir Le Semeur.
Pour plus de détails, voir Fiche technique et Distribution.
Le Semeur est un film français réalisé par Marine Francen, sorti en 2017. 
Ce long métrage est inspiré du récit « L'Homme semence » de Violette Ailhaud, publié en 2013, par les éditions Parole, dans la collection Main de femme.

## Synopsis
Lorsque le président de la République Louis Napoléon Bonaparte devient Napoléon III à la suite du coup d'Etat du 2 décembre 1851, tous les hommes d'un village de montagne, qui ont participé au soulèvement républicain en Provence, sont déportés ou tués.  Les jeunes femmes menées par Violette décident que si un homme arrive au village, elles seront chacune sa maîtresse pour qu'à nouveau naissent des enfants au village.

## Fiche technique
- Titre : Le Semeur
- Réalisation : Marine Francen
- Scénario : Marine Francen, Jacqueline Surchat et Jacques Fieschi, d'après L'Homme semence de Violette Ailhaud
- Photographie : Alain Duplantier
- Montage : Minori Akimoto
- Décors : Mathieu Menut
- Costumes : Pascaline Chavanne et Oriol Nogues
- Musique : Frédéric Vercheval
- Producteurs : Sylvie Pialat et Benoît Quainon
- Sociétés de production : Les Films du Worso et Versus Production
- SOFICA : Cinémage 11, Cinéventure 2, Indéfilms 5
- Société de distribution : ARP Sélection
- Pays de production :  France
- Langue originale : français
- Genre : drame
- Durée : 100 minutes
- Dates de sortie : 
  - Espagne : 27 septembre 2017
  - France : 15 novembre 2017

## Distribution
- Pauline Burlet : Violette
- Alban Lenoir : Jean
- Géraldine Pailhas : Marianne
- Iliana Zabeth : Rose
- Françoise Lebrun : Blanche
- Raphaëlle Agogué : Louise
- Barbara Probst : Jeanne
- Anamaria Vartolomei : Joséphine
- Margot Abascal : Philomène

## Distinctions
- Festival international du film de Saint-Jean-de-Luz 2017 : Chistera du jury des jeunes.

## Autour du film
- Le film que le scénario situe dans les Hautes-Alpes a en fait été tourné dans les Cévennes et notamment au sein du village médiéval de La Garde-Guérin dans le département de la Lozère.